# Histeria

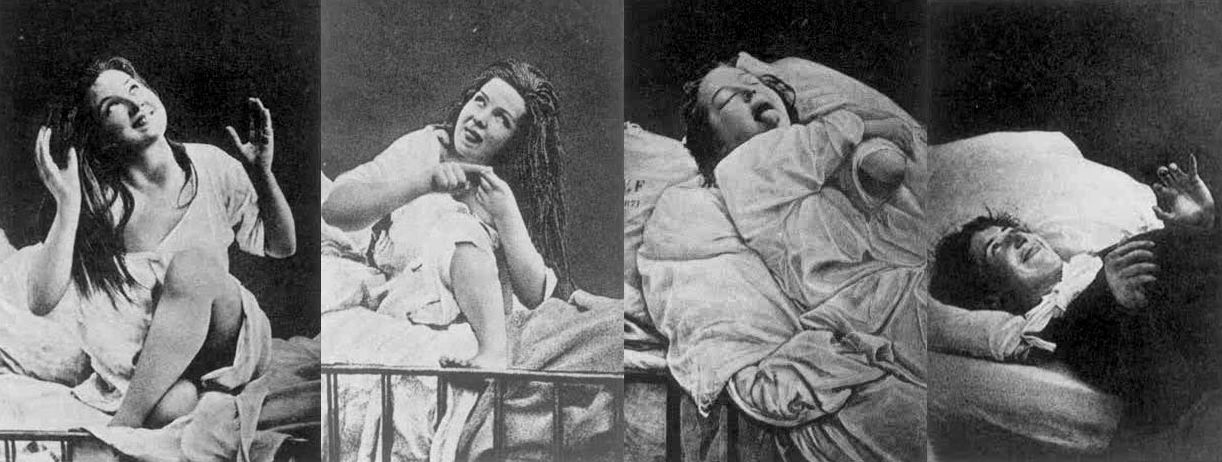
Mulher em Histeria

A histeria (do francês hystérie e este, do grego ὑστέρα, "útero") faz referência a uma hipotética condição neurótica e psicopatológica, predominante essencialmente nas mulheres. O termo tem origem no termo médico grego hysterikos, que se referia a uma suposta condição médica peculiar a mulheres, causada por perturbações no útero, hystera em grego. O termo histeria foi utilizado por Hipócrates, que pensava que a causa da histeria fosse um movimento irregular de sangue do útero para o cérebro.
Segundo a Psicanálise é uma neurose complexa caracterizada pela instabilidade emocional. Os conflitos interiores manifestam-se em sintomas físicos, como por exemplo, paralisia, cegueira, surdez, comportamentos disfuncionais, desordens convulsivas "funcionais", doenças psicossomáticas ou transtornos de personalidade. Pessoas histéricas frequentemente perdem o autocontrole devido a um pânico extremo. Foi intensamente estudada por Charcot e Freud. 

## História do termo
No final do século XIX, Jean-Martin Charcot (1825-1893), um eminente neurologista francês, que empregava a hipnose para estudar a histeria, demonstrou que ideias mórbidas podiam produzir manifestações físicas. Seu aluno, o psicólogo francês Pierre Janet (1859-1947), considerou como prioritárias, para o desencadeamento do quadro histérico, muito mais as causas psicológicas do que as físicas.
Posteriormente, Sigmund Freud (1856-1939), em colaboração com Josef Breuer, começou a pesquisar os mecanismos psíquicos da histeria e postulou em sua teoria que essa neurose era causada por lembranças reprimidas, de grande intensidade emocional.
A sintomatologia, que ao mesmo tempo frustrou e estimulou os médicos do século XIX, foi o grande desafio para Freud, que, a partir desse quadro ainda misterioso, desenvolveu técnicas específicas para conduzir o tratamento de suas pacientes: nascia a Psicanálise, como resposta a esse desafio.
Aos poucos foi-se observando que a histeria não era um distúrbio que acometia exclusivamente as mulheres, mas nelas predominava. Teorizou-se, então, outra segmentação da estrutura neurótica: estava-se diante dos obsessivos que, com sintomas diferentes, também apresentavam grande sofrimento psíquico. Esta sintomatologia, embora predominantemente masculina, não pode ser tratada como exclusiva dos homens.
Nas palavras de Freud: "O nome “histeria” tem origem nos primórdios da medicina e resulta do preconceito, superado somente nos dias atuais, que vincula as neuroses às doenças do aparelho sexual feminino. Na Idade Média, as neuroses desempenharam um papel significativo na história da civilização; surgiam sob a forma de epidemias, em consequência de contágio psíquico, e estavam na origem do que era factual na história da possessão e da feitiçaria. Alguns documentos daquela época provam que sua sintomatologia não sofreu modificação até os dias atuais. Uma abordagem adequada e uma melhor compreensão da doença tiveram início apenas com os trabalhos de Charcot e da escola do Salpêtrière, inspirada por ele. Até essa época, a histeria tinha sido a bête noire da medicina. As pobres histéricas, que em séculos anteriores tinham sido lançadas à fogueira ou exorcizadas, em épocas recentes e esclarecidas, estavam sujeitas à maldição do ridículo; seu estado era tido como indigno de observação clínica, como se fosse simulação e exagero (...) Na Idade Média, a descoberta de áreas anestésicas e não-hemorrágicas (sigmata Diaboli) era considerada prova de feitiçaria".
Há evidências que a primeira paciente estudada por Freud, mas diagnosticada, tratada e relatada por Breuer, e que supostamente sofria de histeria, Bertha Pappenheim, mais conhecida como Anna O., não foi completamente curada. Além disso, revisando-se cuidadosamente seu diagnóstico chega-se à conclusão que Anna O. provavelmente sofria de epilepsia do lobo temporal e não de histeria.
A psiquiatria, em sua mais recente classificação das doenças mentais (CID - 10), dividiu a histeria em vários diagnósticos, acabando assim com a validade do termo. As divisões principais são: 
- Transtorno de personalidade histriônica
- Transtorno dissociativo ou conversivo.[3]